# Repechaje
Repechaje (spanisch für „Repechage, Hoffnungslauf“) ist ein Begriff aus der mexikanischen Fußballmeisterschaft für eine zusätzliche Qualifikationsrunde, um die als Liguilla bezeichnete Endphase einer Meisterschaft zu erreichen. Das Verfahren wurde später auch für die Fußballmeisterschaft in Chile übernommen.

## Vorgeschichte
Obwohl die mexikanische Fußballmeisterschaft auf eine Weise ausgespielt wird, dass jeder Teilnehmer je einmal daheim und einmal auswärts gegen jedes andere Team antritt, wird der Meister nicht anhand einer Gesamttabelle ermittelt, sondern in anschließenden Play-offs, die in Mexiko als Liguilla bezeichnet werden. Die Liguilla ist der Abschluss sowohl der Vorrundenmeisterschaft (Apertura) als auch der Rückrundenmeisterschaft (Clausura), denn in Mexiko werden pro Jahr zwei Meister ausgespielt. Was den Modus noch komplizierter macht und die eigentliche Saisonleistung zusätzlich verzerrt, ist die Einteilung der Mannschaften vor Saisonbeginn in feste Gruppen. 
Mit Beginn der Saison 1975/76 wurde die Primera División in vier Gruppen eingeteilt. Die jeweiligen Gruppensieger und Zweitplatzierten erreichten die Liguilla, unabhängig davon, ob sie auch die besten acht Mannschaften der Gesamttabelle waren. So kam es mehrfach vor, dass eine punktbessere Mannschaft, die in ihrer Gruppe lediglich den dritten Platz belegte, ausschied, während in einer anderen Gruppe eine Mannschaft mit weniger Punkten den zweiten Platz belegte und sich für die Endrunde der Meisterschaft qualifizierte. Ein herausragendes Beispiel für das sportlich ungerechte Qualifikationsverfahren findet sich in der Saison 1981/82, als Atlético Español mit nur 33 Punkten den zweiten Platz in der Gruppe 3 belegte und sich für die Endrunde qualifizierte, während Cruz Azul mit 43 Punkten nur den dritten Platz in der Gruppe 2 einnahm und vorzeitig ausschied.

## Einführung der Repechaje in Mexiko
Um den Qualifikationsmodus der Fußballmeisterschaft in Mexiko gerechter zu gestalten, wurde in der Saison 1991/92 die Repechaje eingeführt. Von nun an hatte ein Gruppendritter (und bei entsprechendem Punktestand sogar ein Gruppenvierter) die Möglichkeit, gegen den punktschlechteren Zweiten einer anderen Gruppe anzutreten und sich doch noch für die Liguilla zu qualifizieren. 
Bei der ersten Austragung im Frühjahr 1992 traf Cruz Azul, Dritter der Gruppe 3 mit 44 Punkten, auf América, den Zweiten der Gruppe 4 mit 40 Punkten, und setzte sich mit 0:2 und 4:0 durch. Ebenfalls als Dritter (der Gruppe 2 mit 40 Punkten) qualifizierte sich die Mannschaft der UAT Correcaminos für die Repechaje, scheiterte aber mit 2:1 und 1:4 gegen den CD Veracruz, den Zweiten der Gruppe 1, der ebenfalls 40 Punkte errungen hatte. 
Dieses Verfahren wurde bis einschließlich zur Saison 2003/04 beibehalten. Das letzte Spiel dieser Art fand in der Clausura 2004 statt, als Cruz Azul (Zweiter der Gruppe 2 mit 23 Punkten) sich mit 2:1 und 2:0 gegen den CF Pachuca (Dritter der Gruppe 1 mit 26 Punkten) durchsetzte. 

## Neuer Modus in Mexiko
Mit der Einteilung in nur noch drei Gruppen zu je sechs Mannschaften seit der Saison 2004/05 wurde die Repechaje zunächst wieder abgeschafft, da nach dem neuen Modus alle Gruppensieger, Gruppenzweite sowie die beiden besten Gruppendritten qualifiziert waren; unabhängig davon, ob ein Gruppenvierter mehr Punkte aufzuweisen hat als ein Gruppendritter.
In den Spielzeiten 2006/07 und 2007/08 feierte die Repechaje eine kurzzeitige Renaissance; denn in diesen vier Wettbewerben (Apertura 2006, Clausura 2007, Apertura 2007 und Clausura 2008) qualifizierten sich – unabhängig vom jeweiligen Punktestand – alle Gruppendritten sowie der beste Gruppenvierte für die Repechaje und die Sieger der beiden Begegnungen für die anschließende Liguilla. Zu jener Zeit diente die Repechaje also nicht mehr dem sportlichen Ausgleich zwischen einer punktbesseren Mannschaft, die in ihrer Gruppe einen ungenügenden Tabellenplatz einnahm, und einer in einer anderen Gruppe besser platzierten Mannschaft mit weniger Punkten. Seit der Saison 2008/09 wurde die Repechaje wieder abgeschafft.

## Einführung der Repechaje in Chile
Zwischen 2002 und 2008 wurde die Fußballmeisterschaft in Chile nach mexikanischem Vorbild verändert. Wurde bis einschließlich zum Spiel- und Kalenderjahr 2001 der Meister nur einmal pro Jahr nach einer Gesamttabelle ermittelt, wurden die Mannschaften zu jener Zeit in vier Gruppen eingeteilt und zwei Meister pro Jahr ermittelt. Im ersten Jahr (2002) qualifizierten sich auch die Gruppendritten für die K.O.-Runde, während punktbessere Viertplatzierte in jedem Fall ausschieden. Mit Beginn der Apertura 2003 wurde das Verfahren der Repechaje erstmals auch in Chile eingeführt. Die erste Begegnung dieser Art fand zwischen den Santiago Wanderers, dem Vierten der Gruppe 3 mit 19 Punkten, und Unión Española, dem Dritten der Gruppe 1 mit 18 Punkten statt. Anders als in Mexiko wurde die Entscheidung in nur einem Spiel auf neutralem Platz herbeigeführt und den in der Vorrunde punktbesseren Santiago Wanderers reichte dabei sogar ein 2:2, um sich durchzusetzen, weil bei Unentschieden die mehr erzielten Punkte aus der regulären Saison den Ausschlag für das Weiterkommen gaben. Die Geschichte wiederholte sich in der Clausura 2003, als dem Gruppenvierten Audax Italiano ein 1:1 genügte, um sich gegen den Gruppendritten Puerto Montt durchzusetzen. Zu jener Zeit gab es noch ein den eigentlichen Play-offs vorgeschaltetes Achtelfinale, das in nur sechs Spielen zwischen den 12 qualifizierten Mannschaften ausgetragen wurde und bei dem nur die zwei Mannschaften mit den höchsten Niederlagen ausschieden. Die sechs Sieger sowie die zwei besten Verlierer qualifizierten sich für das Viertelfinale. Seit dem Spieljahr 2005 wurden die Liguilla und die Repechaje auf eine Weise ausgetragen, wie dies in Mexiko bis zur Saison 2003/04 üblich war. Es qualifizieren sich nur die jeweils beiden besten Mannschaften einer Gruppe und zu einer zusätzlichen Qualifikationsrunde – der Repechaje, die zu jener Zeit meistens in Hin- und Rückspielen ausgetragen wurde – kam es nur, wenn ein Dritt- oder Viertplatzierter mehr Punkte aufzuweisen hatte als ein Gruppenzweiter. Seit dem Spieljahr 2009 wurden die Gruppen wieder abgeschafft und es qualifizieren sich die besten acht Mannschaften eines Wettbewerbes anhand der Gesamttabelle des entsprechenden Turniers (also einer Halbsaison) für die Liguilla der Apertura bzw. Clausura.

## Erläuterungen
1. ↑  Die Liguilla wird im Rahmen eines Play-offs ab dem Viertelfinale in Hin- und Rückspielen ausgetragen, um so den jeweiligen Meister der Apertura und Clausura zu ermitteln.
2. ↑  Eine Mannschaft, die aufgrund der Dreijahrestabelle bereits als Absteiger feststeht, kann sich nicht für die Liguilla qualifizieren. So geschehen in der Clausura 2006. Die Dorados als zweitbester Gruppendritter waren als Absteiger für die Endrunde disqualifiziert und an ihrer Stelle durfte Monarcas Morelia als schlechtester Gruppendritter an der Liguilla teilnehmen.
3. ↑  Weil das Spieljahr in Chile dem Kalenderjahr entspricht, kennzeichnet – anders als in Mexiko - die Apertura die Spielzeit in der ersten Hälfte eines Kalenderjahres und die Clausura die Spielzeit in der zweiten Jahreshälfte